# Moeravlenko
Moeravlenko (Russisch: Муравленко) is een stad in het Russische autonome district Jamalië. De stad ligt aan de rand van de Vlakte van Salechard in een moerassig gebied op 480 kilometer ten zuidoosten van Salechard en 870 kilometer ten noordoosten van Tjoemen. De stad is vernoemd naar olie-ingenieur Viktor Moeravlenko.

## Geschiedenis
Op 10 april 1982 werd het staatsgasbedrijf Soetorminskneft per decreet van de minister van olieindustrie geformeerd als basis voor de industriële ontwikkeling van de gasvelden Moeravlenkovskoje, Soetorminskoje, Krajneje, Soegmoetskoje en andere binnen het district Poerovski, waar van Soetorminskoje de eerste en tevens een van de grootste van West-Siberië was. Begin 1984 woonden er al 1600 mensen op de plek van de huidige stad en waren er reeds een aantal publieke voorzieningen. In dat jaar werd meer dan 30.000 m² aan wooncomplexen gebouwd voor de arbeiders voor de olie-industrie, die vanuit de hele Sovjet-Unie naar deze plek kwamen. Op 5 november 1984 werd de sovjetnederzetting Moeravlovski gesticht door de regionale uitvoerende commissie van de oblast Tjoemen, waar Jamalië onderdeel van is. In december 1984 kwamen de eerste bouwvakkers naar de plaats om meer dan 400.000 m² aan wooncomplexen te bouwen. Op 6 augustus 1990 kreeg de plaats de status van stad onder districtsjurisdictie en in 1991 werd de naam veranderd naar Moeravlenko. In de jaren 90 werd het aantal voorzieningen uitgebreid en werden er onder andere een Russisch-orthodoxe kerk en een moskee gebouwd.

## Economie
Moeravlenko is een typische oliestad, waar het bedrijf Gazprom neft een grote vestiging heeft.
In de stad bevinden zich afdelingen van de Staatsuniversiteit van Tjoemen en de Olie- en Gasuniversiteit van Tjoemen.

## Zustersteden
- Claremore (Verenigde Staten)